# Kaczér Margit (színművész)
Kaczér Margit, Kohn (Nagyvárad, 1879. november 15. – Kolozsvár, 1939. január) színésznő.

## Életútja
A kolozsvári színház kardalosaként lépett színpadra 1904-ben. Többször szerepelt szülővárosában, Nagyváradon is, ritkábban Erdély más városaiban. 1906-tól a kolozsvári színháznak már prózai színésznőként volt a tagja. Húsz évig működött az intézménynél, majd 1926. július 1-jén nyugdíjba vonult. Kisebb zeneművekben is láthatta a közönség.
Játszott Rákosi Jenő: Magdolna című 5 felvonásos darabjában (egy asszony szerepét), Émile Erckmann (1822–1899) és Alexandre Chatrian (1826–1890) Le Juif polonais (A lengyel zsidó) című darabjában. Egyéb szerepeiből: Eszter (ifj. Dumas: A kaméliás hölgy), Hani, zsidó kisasszony (Tóth Ede: A tolonc), Ernestine (Alfred Capus: Leontine férjei), Margot (Louis Varney: Les mousquetaires au couvent /Tiszt urak a zárdában/), Aldobrandini grófnő (Sardou: Szókimondó asszonyság).